# Place Guillaume II
La place Guillaume II (luxembourgeois : Knuedler) est une place centrale dans la ville de Luxembourg.

## Situation et accès
Elle est située dans le quartier de Ville-Haute.

## Origine du nom
Elle porte le nom de Guillaume II qui était roi des Pays-Bas et grand-duc de Luxembourg. 
En luxembourgeois, cette place est mieux connue sous le nom de Knuedler, qui vient du mot luxembourgeois Knued (nœud), par référence aux nœuds que portaient les moines franciscains dans leurs ceintures.

## Historique
Au XIIIe siècle, la place est le site d'une église et d'un monastère franciscain, celui-ci est confisqué en 1797 par les Français. Dans les décennies suivantes, le monastère est détruit et la place est reconstruite.
Le 15 juillet 1830 marque le début de la construction de l'actuel hôtel de ville, selon des plans de l'architecte liégeois Julien-Étienne Rémont. Achevé en 1838, cet immeuble au style néo-classique a accueilli son premier conseil communal le 22 octobre de la même année.
En 1884, une statue équestre par Antonin Mercié et Victor Peter est érigée à l'honneur de Guillaume II d'Orange-Nassau, qui règne de 1840 à 1849 et qui, une année avant sa mort, fait don au Grand-Duché de sa première constitution, l'une des plus libérales en Europe à l'époque. Le piédestal de la statue présente le blason de la maison d'Orange-Nassau et de la ville de Luxembourg ainsi que ceux des douze cantons. Une réplique exacte du monument a été érigée à La Haye.
En décembre 2018, le projet de construction d'un nouveau parking souterrain met au jour la présence de vestiges archéologiques. Le nouveau parking qui comptera 260 places sera probablement terminé en juin 2021. Déjà en octobre 2016, en prévision des travaux d’extension du parking, les archéologues savaient qu’ils trouveraient les fondations de l’église du XIIIe siècle et de la chapelle Mansfeld. On y trouve les fondations des structures religieuses et civiles ainsi que de nombreuses tombes, le plus souvent remaniées par le passé. En plus de cela, une crypte inconnue est découverte.

## Galerie

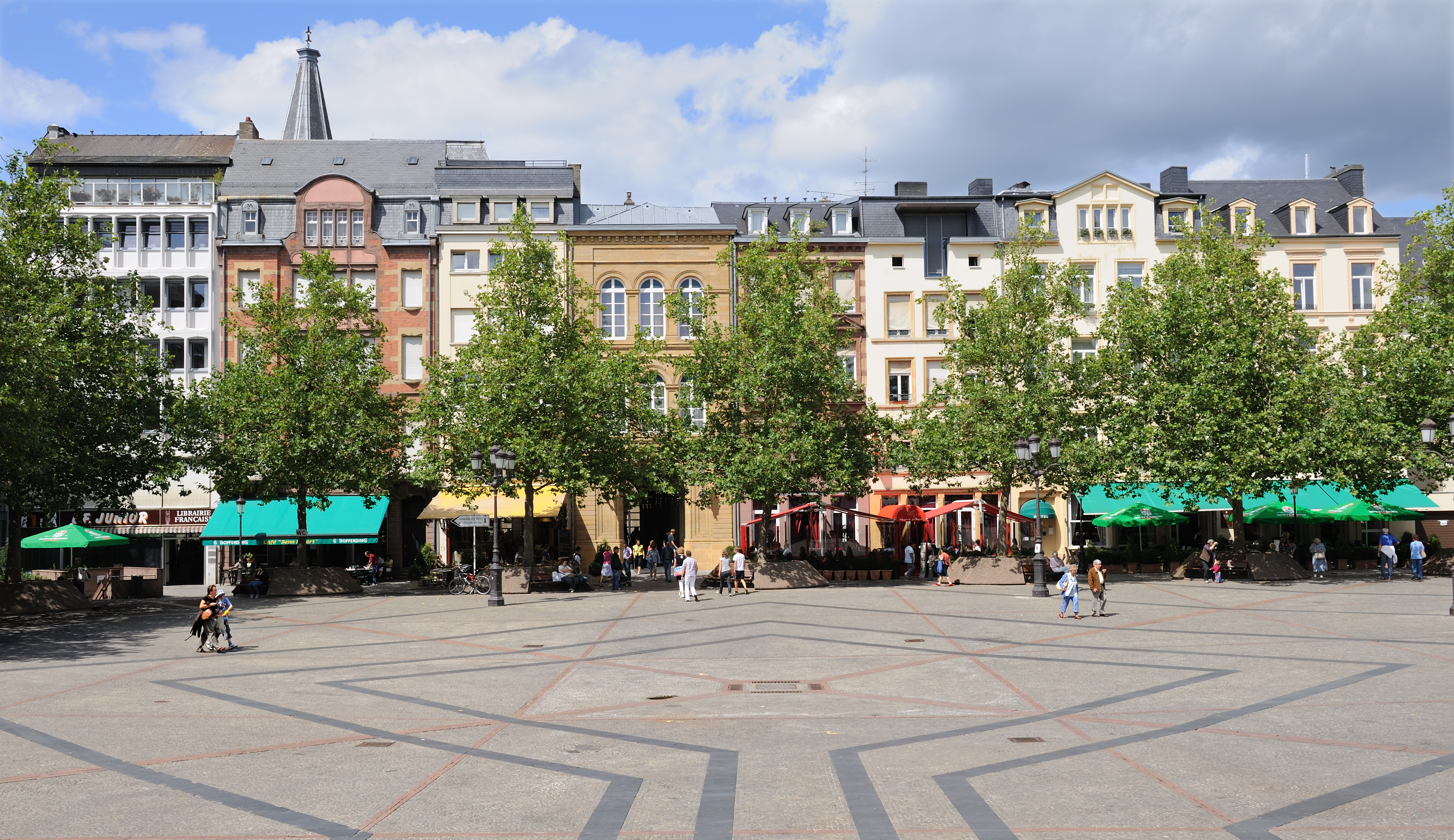
Vue depuis l'hôtel de ville.
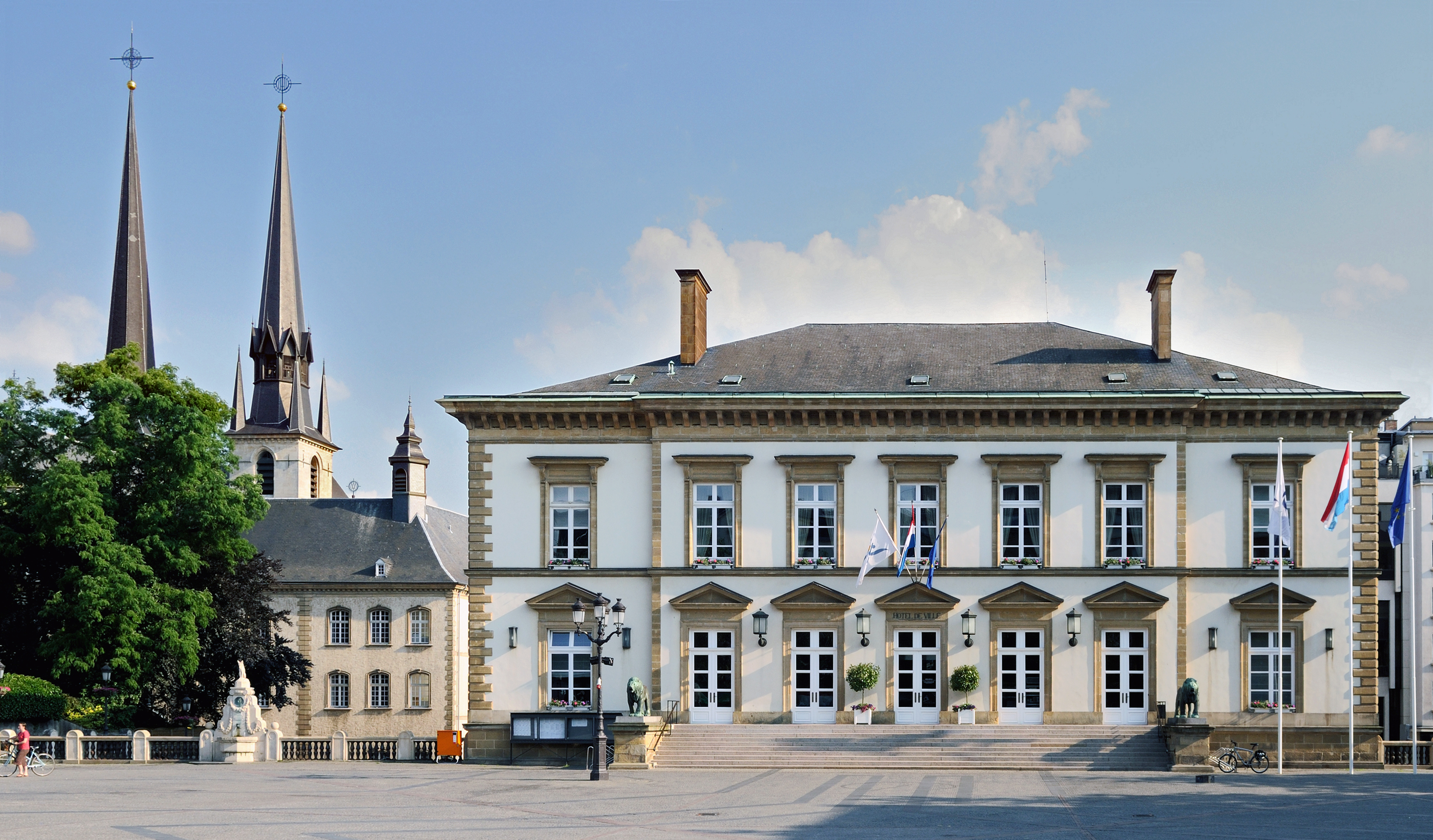
L'hôtel de ville et les tours de la cathédrale.
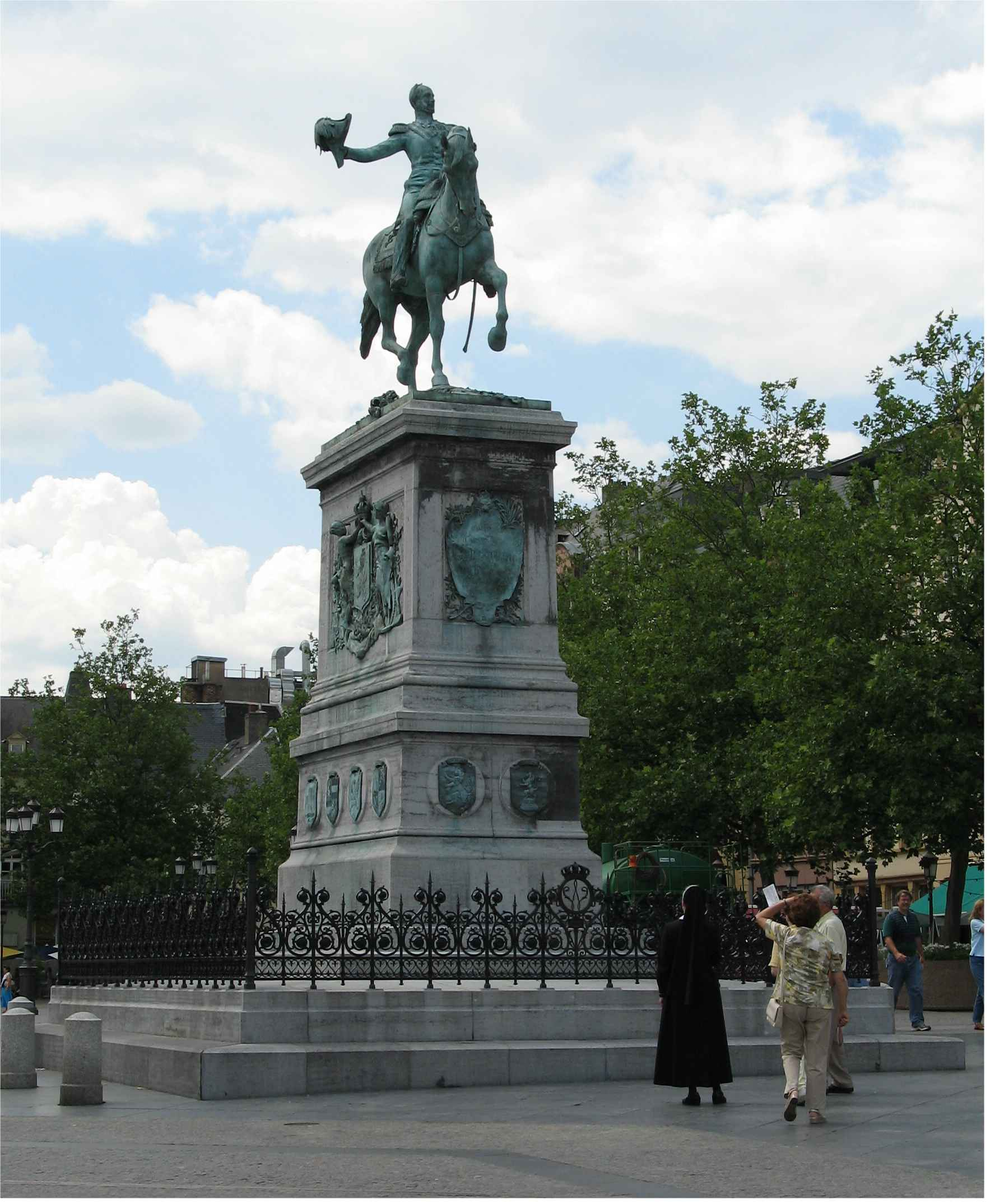
Antonin Mercié et Victor Peter, Monument à Guillaume II (1884).
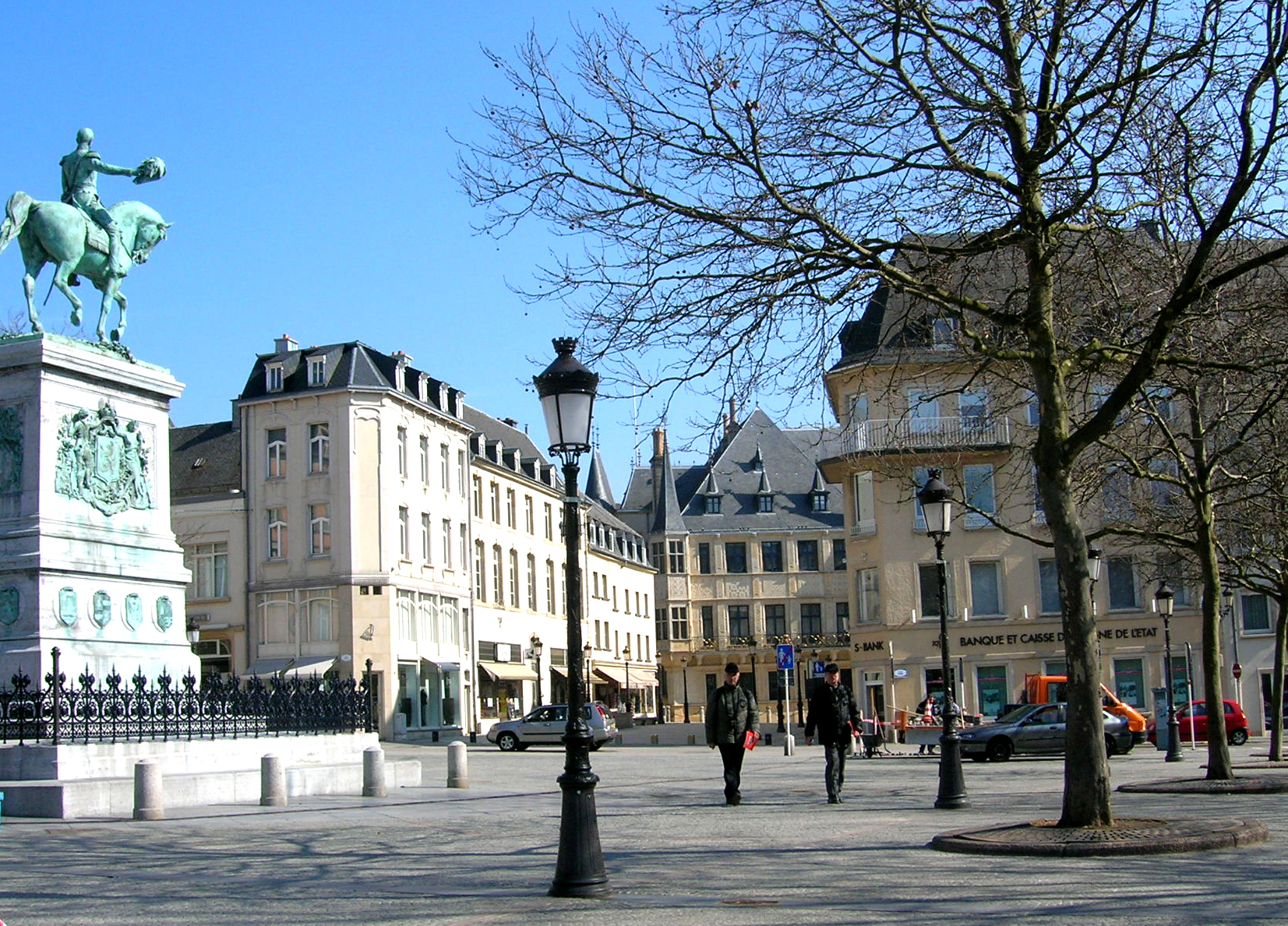
Vue sur le palais grand-ducal (en arrière-plan).